# Zane Maloney
Zane Maloney (ur. 2 października 2003 w Bridgetown) – barbadoski kierowca wyścigowy, startujący w Formule 2. W sezonie 2023 kierowca zespołu Rodin Carlin. Mistrz Brytyjskiej Formuły 4 (2019).

## Wyniki
| Legenda oznaczeń w tabelach wyników Wyświetl szablon na nowej stronie | Legenda oznaczeń w tabelach wyników Wyświetl szablon na nowej stronie                                                                     |
| Oznaczenie                                                            | Wyjaśnienie |
| --------------------------------------------------------------------- | --- |
| Złoty                                                                 | Zwycięzca lub mistrzostwo |
| Srebrny                                                               | 2. miejsce lub wicemistrzostwo |
| Brązowy                                                               | 3. miejsce lub II wicemistrzostwo |
| Zielony                                                               | Ukończył, punktował (w klasyfikacji generalnej, gdy zdobył co najmniej jeden punkt na przestrzeni sezonu, poza trzema powyższymi opcjami) |
| Niebieski                                                             | Ukończył, nie punktował (w klasyfikacji generalnej, gdy nie zdobył co najmniej jednego punktu na przestrzeni sezonu)                      |
| Czerwony                                                              | Nie zakwalifikował się (NZ) |
| Czerwony                                                              | Nie prekwalifikował się (NPK) |
| Różowy                                                                | Nie ukończył (NU) |
| Różowy                                                                | Niesklasyfikowany (NS) (w klasyfikacji generalnej, gdy nie został sklasyfikowany w żadnym wyścigu sezonu)                                 |
| Czarny                                                                | Zdyskwalifikowany (DK) |
| Czarny                                                                | Wykluczony (WYK/EX) |
| Biały                                                                 | Nie wystartował (NW) |
| Biały                                                                 | Kontuzjowany (K/INJ) |
| Biały                                                                 | Wyścig odwołany (OD/C) |
| Bez koloru                                                            | Został wycofany (WYC/WD) |
| Bez koloru                                                            | Nie przybył (NP/DNA) |
| Bez koloru                                                            | Nie brał udziału w treningach (NT/DNP) |
| Bez koloru                                                            | Nie został zgłoszony (–) |
| Pogrubienie                                                           | Start z pole position |
| Kursywa                                                               | Najszybsze okrążenie wyścigu |
| †                                                                     | Nie ukończył, ale jego rezultat został zaliczony ze względu na przejechanie więcej niż 90% dystansu wyścigu.                              |
| *                                                                     | Sezon w trakcie |
| 1/2/3                                                                 | Punktowana pozycja w sprincie kwalifikacyjnym                                                                                             |
| Lista systemów punktacji Formuły 1                                    | |

### Podsumowanie
| Sezon | Seria                                  | Zespół                 | Starty           | P1               | PP               | NO               | Podia            | Punkty           | Pozycja          |
| ----- | -------------------------------------- | ---------------------- | ---------------- | ---------------- | ---------------- | ---------------- | ---------------- | ---------------- | ---------------- |
| 2019  | Brytyjska Formuła 4                    | Carlin                 | 30               | 10               | 6                | 5                | 15               | 427              | 1                |
| 2019  | Radical Caribbean Cup                  |                        | 6                | 5                | ?                | ?                | ?                | ?                | 5                |
| 2020  | Euroformula Open Championship          | R-ace GP               | 17               | 0                | 0                | 0                | 2                | 113              | 8                |
| 2021  | Formula Regional European Championship | R-ace GP               | 20               | 1                | 1                | 1                | 7                | 170              | 4                |
| 2022  | Formuła 3                              | Trident                | 18               | 3                | 2                | 3                | 4                | 134              | 2                |
| 2022  | Formuła 2                              | Trident                | 2                | 0                | 0                | 0                | 0                | 0                | 26               |
| 2022  | Radical Caribbean Cup                  |                        | 3                | 2                | 1                | ?                | 3                | N/A              | NS†              |
| 2023  | Formuła 1                              | Oracle Red Bull Racing | Kierowca testowy | Kierowca testowy | Kierowca testowy | Kierowca testowy | Kierowca testowy | Kierowca testowy | Kierowca testowy |
| 2023  | Formuła 2                              | Rodin Carlin           |                  |                  |                  |                  |                  |                  |                  |

† – Jako gość, Maloney nie mógł zdobyć punktów.